# 加藤あやの
加藤 あやの（かとう あやの、1983年9月29日 - ）は、日本のAV女優。C-more エンターテイメント所属。

## 略歴・人物
東京都出身。2011年にAVデビュー。「山城みずほ（やましろ みずほ）」の芸名で、熟女系の企画女優として活動。その後、「柏木あづさ（かしわぎ あづさ）」に改名。
2014年10月18日のツイッターで「柏木あづさ」としての活動を終えたことを報告。
翌11月2日、「加藤あやの」として新たにツイッターを開始。改名して活動を継続。
2019年3月12日にスカパー!アダルト放送大賞2019・熟女女優女優賞を受賞した。
2019年7月4日、無慈悲な光に出演を皮切りに舞台俳優として活躍。
2023年12月1日、ティーパワーズからC-more エンターテイメントへの移籍を発表。
2024年8月27日発売作品でマドンナへ電撃専属。
2024年10月11日～20日 デビュー10周年を記念して東京・at AtelierYにて写真展を開催。

## 作品

### アダルトDVD

#### 「山城みずほ」名義
- 私は痴女 人妻編 奥さん!デカ尻たまりません（10月8日（レンタル）/11月4日（セル）、クリスタル映像）

- 独占!人の妻ワイドスペシャル こんな硬いの初めて、感じすぎて涙出ちゃう! なぜ清楚な人妻が…誰にも言えない出演理由（3月31日（レンタル）/10月26日（セル）、アテナ映像）
- お義父様、お止めください。（8月7日、マドンナ）
- ばついち 12 ご無沙汰ま●こはすぐ開く（8月25日（レンタル）/9月21日（セル）、クリスタル映像）
- 人妻デリヘル中出し潮吹かせ どんなに綺麗な人妻もこれで頼めば80％ヤラせてくれる舐め奉仕術!!（9月10日、ホットエンターテイメント）
- オナニー相互鑑賞 素人女子と見せ合う羞恥な集い 射精を見たいオンナのコ17人大集合!（10月10日、ブリット）

- 盗撮! 港区高輪発・セレブ御用達、超高級アロマエステサロン VOL.1（4月26日、EROTICA）
- 全国縦断「Maji」100％ナンパ 素人奥さんご馳走様でした。 クジラみたいに吹いとるぜよ 黒潮アクメ土佐のはちきん若妻編（6月25日、ビッグモーカル）
- 人妻痴女エステ（9月6日、クリスタル映像）
- 蹴殴11 -KERU-NAGU- 山城みずほ  (11月1日 コレクター)
- 良家の子女 娼婦育成プロジェクト（12月7日、アタッカーズ）
- CA専用 おもてなしエステ フライトで疲れきった美人CAさんを癒しながら子宮の奥までトロケさせる性感レズエステ（12月20日、クリスタル映像）
- THE BEST OF 独占！人の妻ワイドスペシャル 乱れても美しい魅惑妻10人4時間 奥まで突いて！ 私を壊して！(12月27日 アテナ映像)

- 罠に堕ちた人妻 23 凌辱融資 肉体担保の人妻（1月1日、中嶋興業）

- 弁護士みずほ、エログロに遭う 山城みずほ  (1月25日  エログロ)

#### 「柏木あづさ」名義
- メスの牢獄 9（12月2日、アヴァ）

- 東京都港区白金セレブ人妻ナンパエステ 6（1月1日、変態紳士倶楽部）
- 綺麗でいやらしい叔母さんの柏○由○似の顔と官能ボディに狂う僕（3月6日、ルビー）
- 隣に引っ越してきた子供がいるのにミニスカがやめられない若妻のパンチラを注意しているうちに我慢できなくなってしまい押し倒してTバックの脇から挿入したら可愛いドM声で感じだした!（3月6日、ナチュラルハイ）
- 「看護師のスカートの中を見上げ撮りしたパンチラ映像でセンズリしてたら本人に見られ怒られたのに…予定外の陰部洗浄をお願いされヤられた」 VOL.1（3月6日、DANDY）
- 寝取られ美熟女レズレイプ 欲望に渦巻く美熟女達の愛欲レズドラマ（3月13日、U&K）
- 生中出し若妻ナンパ! 2 渋谷区編（3月14日、S級素人）
- 入院中の性処理を母親には頼めないからお見舞いに来た叔母にお願いしたら優しい騎乗位でこっそりぬいてくれた 5 中出しスペシャル（4月10日、ナチュラルハイ）
- 媚薬レズバトル（5月22日、ROCKET）
- ご近所の無防備奥様を生中出し斬り!! 2（6月27日、S級素人）
- センズリ鑑賞会　恥じらい素人娘に見せつけちゃいました20 (7月10日 ホットエンターテイメント
- そんじょそこらのAVじゃ お目にかかれないマニアックなエロス 訳あって無抵抗な女を…やる!（9月12日、なでしこ）
- 黒人BONEのナンパ連れ込み隠し取り映像04 これを売ったら金になるんじゃないか！（9月30日、バミューダ）
- 接吻情事 接吻映像の巨匠 藤元ジョージ厳選コレクション 至高の接吻セックス映像!（11月28日、なでしこ）
- 脚コキ倶楽部 II（12月20日、バミューダ）

- 接吻情事 藤元ジョージ劇場 ほほを紅色に染めて…酔っぱらった、いい女をやる!（2月27日、なでしこ）

#### 「加藤あやの」名義
- 120％リアルガチ軟派伝説 in 千葉 vol.20 全員本番するまで帰りませんスペシャル!!（1月10日、プレステージ）
- 巨乳の上司と職場でセックスしたい… 2人きりのオフィスで残業中に部下のイケナイ欲望を告白された年上の女子社員は身体を許してしまうのか!? バレたら即懲戒免職の社内盗撮でそのヤリたい願望をAV制作会社が完全バックアップ!!（2月5日、ディープス）
- ダマで中出し ナンパ連れ込み素人妻 ガチで盗撮無断で発売 11（2月25日、ビッグモーカル）
- 伊香保温泉で見つけたお嬢さん タオル一枚男湯入ってみませんか？赤面お嬢さん倍増！撮り下ろし12名チ○ポ洗い大量暴発スペシャル！！（3月5日、SODクリエイト）
- ナメたい！モミたい！吸いつきたい！巨乳発掘シロウト妻 即ズボナンパ生中出し！！！ 4  (3月25日 田町ナンパ天国)
- 都内某所の優良おっぱいパブでは、1日1時間限定で挿入OK!!との噂が!?このご時世に本当にそんなおっパブが存在するのか徹底検証!! 2（4月10日、SCOOP）
- 素人娘にチ●ポの熱まで伝わる至近距離でセンズリ鑑賞（5月1日、虎堂）
- 何も言わずに突然発射!! 素人びっくり暴発手コキ 2（5月1日、虎堂）
- 正義(性技)の学園ヒロイン！ボイン仮面(GIGA 5月8日)
- 射精直後の敏感チンポいじり（5月20日、OFFICE K'S）
- 家庭教師はレズビアン（5月20日、虎堂）
- キモチ良すぎて小便出ちゃう!! 快感おもらしオナニー!（5月20日、虎堂）
- 噂の新風俗！スケベ椅子ピンクサロン！2（5月20日、大久保ヤンキース）
- 女子●校生が働く本番率が高いと噂のピンサロ盗撮 4時間10人完全撮り下ろし（5月20日、大久保ヤンキース）
- 都内某所に現代風のヤレるノーパン喫茶があるとの情報が!!このご時世にそんな店が存在するのか徹底調査!!（5月22日、SCOOP）
- 『未経験者のみ応募可。興味のある方ご応募ください。』群馬県●●市●●旅館で初めてのスワッピング相手大募集!! 夫婦交換中出し混浴温泉の旅 3（6月6日、ディープス）
- ワケあり回春睾丸マッサージ 4 〜究極の射精体験へと導く人妻たち〜（6月12日、BAZOOKA）
- 「『生で3cmだけ入れさせて!』土下座勃起でお願いされ仕方なく“先っぽ騎乗位”を許してしまう優しいマッサージ師が我慢できず自ら奥まで!さらに中出し!の一部始終」 VOL.1（6月18日、DANDY）
- JKぬるまんダンス（6月19日、虎堂）
- JK二人でオマンコおっぴろげコレクション（7月3日、OFFICE K'S）
- 一般男女モニタリングAV 巨乳な奥様と体育会系(アスリート)大学生の素人同士が初対面で2人っきりの密着オイルエステ体験!! 収まりきらない色気漂うおっぱいに触れた瞬間若チ○ポはフル勃起!! 人妻の欲求不満オマ○コと10代の性欲盛んな筋肉ムキムキチ○ポは年の差浮気SEXしてしまうのか!?（7月9日、ディープス）
- 一般男女モニタリングAV 心優しい巨乳の女先輩と社会人になってもまだ童貞の新入社員がキスから素股までの過激ミッションに挑戦! 恥じらいつつもアソコ♥が擦れて濡れちゃった先輩マ○コに興奮した童貞チ○ポが勢い余ってヌルッと大挿入! 勤務時間内の同僚男女が会社に秘密の筆おろしセックス!（8月20日、ディープス）
- 「10周年記念 採精室でイケメン患者と2人きり!精液検査で勃起しない患者をおばさん看護師がこっそり手伝ってくれた 全員中出しSPECIAL」（9月8日、DANDY）
- 生徒の父親に犯され聖職者でありながらも背徳の快感に堕ちてしまう淫乱女教師（9月24日、SOSORU）
- 就活バトルロワイアル（10月2日、Eドラ!）
- 好評 素人OL×レズファイト 第2弾 丸の内で働く美人OLさん限定 同じ職場の友達とお昼休みにレズファイト 2 〜初めてのハニカミレズからスイッチが入って濃厚イカセ合い!友達をイカセたら賞金ゲット!!〜（10月8日、ROCKET）
- 欲求不満の人妻に勃起チ●ポを見せるとどうなる！？ 10（11月6日、OFFICE K’S）
- 性欲処理課OLブルマ 特別編 1 独身OLクイーン広瀬奈々美＆加藤あやの降臨(12月11日、RISING)
- 夫婦で挑戦! 夫が波多野結衣の凄テクを20分我慢できたら賞金! イカされちゃったら妻が寝取られ中出しSEX!!（12月13日、はじめ企画）
- 学販人妻 特別編 加藤あやの in ヨガ教室に通う人(RISING 12月18日)

- 完全盗撮 同じアパートに住む美人妻2人と仲良くなって部屋に連れ込んでめちゃくちゃセックスした件。其の弐（1月1日、変態紳士倶楽部）
- 不倫妻たちの野外露出 巨乳露出狂の戯れ（1月19日、バミューダ）
- SOD女子社員新春わっしょい!SOD人気企画3本立て240分 羞恥初め!2016年も恥ずかしさ全開でイキますよ!スペシャル SOD女子社員総勢10名が【タオル一枚男湯入ってみませんか?】【「常に性交」】【マジックミラー号で童貞くんを赤面筆おろし!】に大挑戦!（1月21日、SODクリエイト）「常に性交」に出演
- ママさんバレー最強チーム 何としても優勝したいハイレグブルマの若妻を中出しで鍛え直す!（1月25日、かぐや姫）
- 女上司と部下は賞金ゲームで一線を超え 男女の関係になるのか?（2月15日、ピーターズ）
- 一般男女モニタリングAV 禁断の歳の差筆おろし企画 マジックミラーの向こうには実の息子! いまだ童貞の男子大学生と巨乳の「友達のお母さん」が素股でセックスの予行演習に挑戦! 二人っきりの密室でずっと揉んでみたかった友人母の大きなおっぱいに童貞ち○ぽは暴発5秒前!! 母性溢れるおま○こと若者ち○ぽを擦り合わせたら息子の目の前なのにヌルッと挿入してしまうのか!? 2（2月18日、ディープス）
- SOD女子社員 『SOD女子社員作品』への出演交渉を受けた女子社員達 撮影前のカメラテストで本編では見せなかったHな素顔を見せた17名 AV会社で働いていても裸を撮られるのはもちろん恥ずかしい普通の女子が勇気を出して カメラの前で初めてのオナニー 手コキフェラ SEX (SODクリエイト 3月17日)
- 病室でイチャつくカップル 彼氏が寝てる隙に超可愛い彼女を襲って中出し 2（3月25日、かぐや姫）
- 2016年度 ソフト・オン・デマンド入社式+SOD新入女子社員エログッズ研修&ハレンチゲーム歓迎会（4月7日、SODクリエイト）
- 人妻レズ3P寸止めイキ狂乱エステ（4月15日、ピーターズ）
- センズリ鑑賞は、セックスよりエロくて恥ずかしい 素人下着モデルにチ●ポ見せて脱がしちゃいました（4月25日、かぐや姫）
- 巨乳人妻野外露出SEX（7月8日、REAL）
- 夏祭りで浮かれている浴衣女子のお嬢さん 固定バイブジェスチャーゲームしてみませんか？ (8月6日 SODクリエイト)
- 生贄夫人 ～逃れられない背徳のエクスタシー 波多野結衣～ (9月1日 オルガ)
- 泥酔BBQNTR 妻の会社の飲み会ビデオ（9月7日、JET映像）
- 「10周年記念 採精室でイケメン患者と2人きり！精液検査で勃起しない患者をおばさん看護師がこっそり手伝ってくれた 全員中出しSPECIAL」（9月8日、DANDY）
- 絶対に逆らえない強力催淫（10月13日、オルガBLACK）
- One's Daily Life season3. -distance-（11月11日、SILK LABO）
- ミッドナイトマジックミラー号 真夜中の酔っ払いOLそれぞれの事情 生中出し2連続×3人SP（12月8日、SODクリエイト）
- 「ダブルベッド近親相姦! 間違えたフリしてダブルの客室を予約して側位状態で勃起させながら叔母さんと一緒に密着寝したら優しくヤられた」 VOL.1（12月22日、DANDY）
- 突然のお宅訪問でスケベな親子を完全モニタリング 母親と息子がコタツでこっそり近親相姦ゲーム 2（12月22日、ROCKET）

- お正月が一転お年玉100万円争奪! 仲良し母子近親相姦トーナメント 〜4組の巨乳ママと絶倫息子が年越し朝まで耐久近親相姦セックスで中出し回数を競い合う〜（1月6日、ROCKET）
- コタツの中で内緒で悪戯　歳の近い義母が欲情極まり近親○姦生中出し 2（1月10日、ブリット）
- 兄嫁を寝盗る弟の盗撮映像（1月27日、青空ソフト）
- 息子がいる美人ママさんを呑ませて酔わせてアンアン言わせた飲み会ビデオ（2月9日、タカラ映像）
- マジックミラー号 「実は膣内でイケないんです…」 心優しい現役ナースさんがマ○コで射精することの出来ない男性を真正中出しでお悩み解決!!（2月16日、SODクリエイト）
- SODロマンス×フランス書院 原作 神瀬知巳 人妻女教師と新人女教師 〜私はあなたのオナホね〜（2月16日、SODクリエイト）
- 艶熟レズフェロモン（2月19日、レズれ!）
- アジア古式マッサージ店盗撮 92（2月24日、GOS）
- 渋谷で見つけた優しくて美巨乳なお姉さんに18cmメガチ○ポを素股してもらったらこんなヤラしい事になりました。（3月2日、アイエナジー）
- 夫以外の男性と二人きりの旅先で中出しを許してしまった… 人妻不倫旅行 02（3月10日、UMANAMI）
- きゅんきゅんメイド喫茶 まるごと全員に種配り（3月13日、ZUKKON/BAKKON）
- 大人数 女子社員7人 一斉ストップ! 妄想アイテム究極進化シリーズ 真・時間が止まる腕時計 パート7 オフィスでSEXマネキンチャレンジ編（3月18日、ROCKET）
- ノーモザイク・レズれ! 限界突破ver.（3月19日、レズれ!）
- 先っぽだけと約束したからずぅ〜っとバカまじめに先っちょピストンし続けたら「根元まで入れていい?」我慢できず挿入してきた（4月6日、ナチュラルハイ）
- 同じ団地のママ友同士がイカセ合い!! ガチンコ素人団地妻レズバトル 2 イキ我慢は禁止!1回イカセで賞金10万円!イカセた回数で勝負が決まる!!（4月6日、ROCKET）
- 手を使わずに口だけでコンドームを装着できたら賞金100万円! 友達同士の男女がチ○ポ丸呑みディープスロート体験 初めて見る友人の勃起チ○ポに火がついて爆吸引!我慢できずに暴発口内射精!（4月20日、ROCKET）
- 友達同士の男女がチ○ポ丸呑みディープスロート体験（4月20日、ROCKET）
- 女秘書の痴漢業務報告 痴漢オークションにかけられた女・秘書編（4月29日、フェ地下）
- 魅惑の悪女 天使の囁き 悪魔の吐息（5月1日、FAプロ）
- 「玄関開けたらバスタオル姿の専業主婦が仕掛ける(視線/モロ見せ/密着)欲情サインを見逃すな!」 VOL.2（5月3日、DANDY）
- マジックミラー号 35歳以上人妻限定！欲求不満な団地妻10人が激イキ体験で愛液だだ漏れ大量潮吹き！さらに湧き上がる性欲を抑えきれない不埒な人妻のみだらな6本番収録！in世田谷（5月3日、SODクリエイト）
- 手を使わないWフェラ 新バトル フェラチオアームレスリング フェラ上手な女優8人が腕相撲の形で1本のチ○ポを奪い合う真剣トーナメント!!（5月18日、ROCKET）
- 姉が我が家で開催した飲み会 まるごと全員に種配り（5月19日、ZUKKON/BAKKON）
- イケメンが熟女を部屋に連れ込んでSEXに持ち込む様子を盗撮したDVD。82～強引にそのまま中出ししちゃいました～（6月1日、熟女JAPAN）
- 素人妻が一般大学生の自宅にコンドーム1つ渡され一泊 一度のゴム姦では満足できず宿泊中2度もガチ中出しを許してしまう騎乗位がお好きなどスケベ妻 あいさん33歳（7月6日、コスモス映像）
- 大好きな義姉が風俗で働いていたので指名して近●相姦（3）（7月16日、パラダイステレビ）
- 家事代行おばさんのピタパン尻に我慢できずにバックからねじ込むデカチン即ハメ！ 3 「旦那がいるから…」断られても強引にイカせるイケメンの高速ピストン口説きSEXを完全収録！！魅惑の若チ○ポに心奪われたデカ尻妻が旦那では味わえない連続絶頂合計43回！（7月19日、ディープス）
- SODロマンス 痴漢通勤電車～ED夫の妻は、インモラルな行為に欲情する～ (7月20日、SODクリエイト)
- 「『おばさんを興奮させてどうするの？』キャンプ場でヤりまくりSPECIAL 青年チ○ポを押しつけられたおばさん妻は嫌がりながらも本当はママ友に自慢したい！！」VOL.2（8月1日、DANDY）
- エアコンが壊れたので出張ヨガインストラクターを呼んでみた僕。（8月19日、ワンズファクトリー）
- 母の親友 (9月1日、VENUS)
- 人妻たちのケツ穴丸見え雑巾がけ競争！！6（9月13日、はじめ企画）
- 絶対に中出しできない不倫カップルで検証！若い男と不倫するおばさん妻にセックス中に必ず破けるコンドームを使わせたら中出しまでしてしまうのか？VOL.2（9月21日、DANDY）
- 婦人会の奥様方が撮っていた他人の夫をみんなで寝取るハーレム温泉旅行（10月5日、ナチュラルハイ）
- 昼下がりの団地妻たちは、敷地内ではブラを着けないから乳首スケスケ！！なるべく気にしないように目をそらしていたが、一度見てしまうと二度見するほど、まだ若くて綺麗なとなりの奥さんたちのノーブラスケスケ乳首はエロすぎる！！ 4 (10月6日、 LEO )
- 薄壁旅館NTR 隣の部屋で浮気する妻のイキ声が丸聞こえ！！（10月7日、ヤリマン伝説）
- 緊縛×調教×示談 ドM開眼 家賃4万5千円のヤリ部屋で躾られメス犬覚醒したセレブ人妻 (10月19日、SODクリエイト)
- 禁断の近親相姦!息子のイチモツで女の悦びを知ってしまった巨乳妻 (10月27日、人妻花園劇場)
- 「飛行機の隣の席に座った青年が超タイプ◆エコノミー席の密着感に焦らされ感度が上がった巨乳美女は座位ピストンに拒みながらも腰フリが止まらない」VOL.1（11月2日、DANDY）
- 一般黒人男性×人妻OL ち○ぽが大きすぎて困っている日本在住の黒人男性が人妻OLにお悩み相談！旦那の短小ち○ぽとは比べものにならない黒デカち○ぽの登場に恥じらいながらもご無沙汰マ○コは疼きだす！子宮の奥まで届く未体験のガン突きセックスに激イキ合計52回！！（11月7日、ディープス）
- 温泉母娘痴● 娘を守ろうとする母を見せつけM字開脚でイカセて親子丼（11月16日、ナチュラルハイ）
- 家庭内で身内の嫁を寝盗った鬼畜投稿映像（12月1日、グレイズ）
- ナチュラルハイ年末スペシャル 敏感（恥）巨乳痴● 撮り下ろし 総勢10名 豪華版（12月7日、ナチュラルハイ）
- 優しすぎる素人奥さんが笑顔で童貞筆おろしを生中出しでしてくれる騎乗位がお好きな専業主婦あいさん（33歳）（12月7日、コスモス映像）
- 絶倫デカパイ4姉妹と同棲性活 ～突然できた義理の姉にデカチンを目撃されて～（12月7日、F＆A）
- 綺麗なおばさんが優しくねっとりしてあげる ガチ童貞筆下ろしドキュメント(12月10日 ホットエンターテイメント)
- 媚薬レズ痴● 4（12月21日、ナチュラルハイ）
- 妻の友人を夜●いしたら 形勢逆転！！突然股がられてしまい…（12月21日、F＆A）

- 「彼氏が見知らぬ異性とイチャつくのを見せつけられたらどうなるの？」2組の初対面カップルが出会って5分でパートナー交換！ ジェラシーMAX！即席カップルを密室で性活させちゃうスワッピング同棲ゲーム！（1月7日、ナンパJAPAN）
- ピタパン巨尻ママと息子が破れたジーンズで近親相姦チャレンジ  (ROCKET  1月11日)
- 一般男女モニタリングAV マジックミラーの向こうには愛する旦那！心優しいメガネ巨乳妻に童貞のフリしたデカチンAV男優が快楽失神しても止めない超激ピストン！（1月19日、ディープス）
- フレッシュ人妻ノンフィクション絶頂ドキュメンタリー！！ フェラチオ大好きなムッツリ地味巨尻妻 35歳 あやのさん（2月1日、マドンナ）
- 一般男女モニタリングAV 性のお悩み相談室ここにOPEN！旦那では満足できない絶倫巨乳妻と初対面のデカチン童貞大学生が抜かずの連続射精ミッションに挑戦！ 2（2月7日、ディープス）
- 「夫婦限定」マジックミラー号の中で、自慢の奥さんを「寝とって」真正中出し！ 16（2月22日、SODクリエイト）
- 友人の母親 (3月13日、VENUS)
- 五●田にある美人揃いで有名なイメクラに盗撮メガネをかけて潜入。手コキだけのお店のはずなのにフェラやパイズリまでしてもらえた理由 4（4月1日、変態紳士倶楽部）
- 完全盗撮 同じアパートに住む美人妻2人と仲良くなって部屋に連れ込んでめちゃくちゃセックスした件。其の20（4月1日、変態紳士倶楽部）
- 巨乳ノーブラ乳首ポッチで絶倫少年を発情させてしまった人妻たち (4月2日 アイエナジー)
- 超ヤリマンのママ友も痙攣するほどイカされまくり！性欲モンスターなんですウチの息子は…。3 息子の性欲が強すぎて将来が心配…。毎日、朝から晩まで暇さえあればオナニー三昧！1日最低5回が日課で、朝起きると当然ギンギンに勃起してるので、とりあえず寝起きの一発に…（4月19日、Hunter）
- 一般男女モニタリングAV 巨乳人妻さん 15年ぶりのビキニ姿で男湯に入って体育会系（アスリート）男子学生と初めての密着泡洗体してみませんか？「おばさんなんかで興奮してくれてるの…？」下乳がハミでるほどの大きなおっぱいで筋肉ムキムキ若ち○ぽはフル勃起！たまらず…（4月19日、ディープス）
- 巨乳ノーブラ乳首ポッチで絶倫少年を発情させてしまった人妻たち（4月26日、アイエナジー）
- 着物ぶっかけ!和装でお出掛けするのが大好きなあやのさんは着物持参でザーメンまみれ (5月7日、下半身タイガース/妄想族)
- 『私みたいなおばさんが初めてで本当に後悔しない？？』『全然、後悔しないです』※即答 3 30歳を越えてもまだまだ性欲が衰えない私は旦那とは超セックスレス。でも私はエッチが本当に大好きで大好きでたまらないんです！！誰でもいいからヤリタイ！！（5月7日、Hunter）
- 昼下がり町内会！若妻たちのちょっと危険でかなりHな王様ゲーム！！14 母の代理で参加した町内会の集まりでまさかの展開！若い時に王様ゲームをした事が無いという話で盛り上がった奥様方が急に「王様ゲームやりたい！」と言い出したんです。男はボクひとりしか…巨乳ver（5月7日、Hunter）
- 「こんなイキ遅れの私でも興奮してくれるの？」と嫁の姉さんがまさかの神対応！自分の下着姿で勃起した義弟チ○ポに同情目線なのをいいことに憧れのアナル丸出しバックを要求！締まりが良すぎて膣壁にドピュん！（5月11日、スクープ）
- 「私、おばさんだけど…もしこんな私でよかったら失敗してもいいからいっぱいエッチの練習して！」と童貞君をセックスに誘ったら、久しぶりのセックスで爆イキ足ピーン痙攣！「セックスってこんなに気持ち良かったの！？」30歳過ぎてもまだまだ性欲が衰えない私は旦那に…（5月19日、Hunter）
- SODロマンス 同じマンションに住む夫婦の交換寝取らせ生活 (5月24日、SODクリエイト)
- 結婚式の二次会帰りのアラサー女を自宅に連れ込んで隠し撮り！！！(5月24日 F&A)
- 人妻逆3Pドキュメント（5月24日、F＆A）
- ノンストップ凌辱14 (5月25日、セレブの友)
- 催眠洗脳された巨乳妻は嫌がりながらも淫乱ビッチになっていた (5月25日、ダスッ!)
- 五●田にある美人揃いで有名なイメクラに盗撮メガネをかけて潜入。手コキだけのお店のはずなのにフェラやパイズリまでしてもらえた理由 4 (6月1日 変態紳士倶楽部)
- 飲み会帰りに終電を逃して困っている熟女を自宅に1泊させてあげました。3（6月1日、熟女JAPAN）
- 息子の友達のマセガキ共に性処理をさせられる母親 (6月7日、ヒビノ)
- 「私みたいなおばさんの胸さわってどうするの？？そんなにさわったら私、本気になっちゃうよ？」父親が再婚してボクに超巨乳の義母が出来た！！30歳を超えているがまだまだ女盛り！でも父親とは2年以上セックスレスで超欲求不満！！胸の膨らみ＆谷間から目が離せない…（6月7日、Hunter）
- 撮影カメラの前でおしっこする女たち 74人74発！（6月7日、グローリークエスト）
- 買い物帰りの人妻ナンパして料理とアソコを味見してみたらどっちも激ウマでプロの味!!奥さんおかわりしていいですかっ? (6月29日、LEO)
- 【VR】全裸マンション潜入VR【透明人間視点＋高画質SBS】で都内某所にあるヌーディストマンションに潜り込んで住民女性のマ〇コをゼロ距離観察できるドキュメントVR（7月6日、ピーターズMAX）
- 自宅にマッサージ師を呼んでこれでもかってくらいセックスした件 (7月12日、F&A)
- 夜行バスで声を殺しスローピストンで腰を振る母を見て興奮した娘は生ハメに理性を失い中出しも拒めない（7月12日、ナチュラルハイ）
- 痴●OK熟女 中出しSP（7月12日、ナチュラルハイ）
- 乳首こねくり回し感じまくり電車痴●2（7月19日、アパッチ）
- 宙に浮くほどのエンドレスハードピストンサイレント絶頂イキ中出し痴● ネットカフェVer.（7月19日、アパッチ）
- 卑猥淫語と誘惑・挑発SEX (7月25日、セレブの友)
- 素人妻が一般黒人留学生の自宅にコンドームを1つ渡され一泊 今度こそゴム姦で帰るはずが黒いデカチンが気持ちよすぎて結局中出しを許してしまうスケベ妻 あいさん34歳（8月9日、コスモス映像）
- 男女入れ替え辞令!アフターエピソード男女入れ替え転職DE天職?俺は入れ替わりデリヘル嬢 (8月9日、ROCKET)
- 都内某所にある全裸マンション（女性専用）の管理人になった僕。（8月15日、ピーターズMAX）
- 「もしかして誘ってる？？」義理の母がふいに見せるピタパン突き出し尻に大興奮！！突然ボクに可愛くて超神がかり的に綺麗なお尻をした義母が出来た！！とにかくふいに見せる義母のピタパン尻がたまらなくセクシーで何度も見せられているうちにもしかしてボクを誘っているのでは！・・・（8月19日、Hunter）
- 黒パンスト×太ももOL=誘惑神美脚 街で見かける勤務途中のアノ娘のシコりたくなる脚 (8月23日、アキノリ)
- 真・時間が止まる腕時計10時間総集編（9月6日、ROCKET）
- 兄嫁 (9月14日、なでしこ)
- 卑猥語女 (9月19日、MARRION)
- 一般男女モニタリングAV 欲求不満な人妻さんによる性交動画盗撮企画！「私…旦那以外の身近な人と自分の家でセックスしたらすごい興奮すると思うんです……」絶倫変態妻が抱かれてみたかった年下男子を自宅に連れ込み性欲解放セックス隠し撮り！フル勃起若チ○ポに中出しさ…（9月19日、ディープス）
- 満員バスでOLお姉さんの黒パンストむちむち尻が通学中の僕のチ○ポに触れてきて速ボッキッキー！元気すぎる思春期チ○ポをお姉さんも握りしめずにはいられない。エ？こんなとこで入れちゃうんですか？！（9月20日、SWITCH）
- 初アナル解禁!アナル専門ソープに堕とされた人妻 (9月25日、セレブの友)
- 「私、おばさんだけど触ったらその気になってくれるかな？」4 30歳越えたけどまだまだ性欲は収まらない私（無駄に巨乳）は旦那と5年以上もご無沙汰。だから若い男の子を見たら場所などを気にせずとにかくHな事ばかり考えてしまいます。とにかくヤリたいんです。誘惑の仕方も不器用だからがんばって気持ちよくさせようとさわったら男の子がその気になってくれて・・・立たなくなるまで何度も求めちゃいました。淫乱なおばさんでごめんなさい・・・。（10月7日、Hunter）
- 絶倫少年町内会侵入連続中出し痴●～侵入した町内会で若妻たちを追いかけ回し何度も何度も中出しして飽きるまで犯しまくる！～（10月7日、アパッチ）
- 一番恥ずかしい穴!じっくりアナルガン見 (10月11日、アキノリ)
- 「おばさん看護師の入浴介助スペシャル」VOL.2 透けパン尻で勃起した青年チ○ポを見た看護師が恥じらいながらも最後までヤらせてくれた(10月11日、DADDY)
- 「おばさんを酔わせてどうするつもり？」若い男女で溢れ返る相席居酒屋で一人呑みしている熟女を狙い撃ちで口説いてお持ち帰り！寂しさと欲求不満が募った素人奥さんの乾いたカラダはよく濡れる！！VOL.21（10月11日、熟女LABO）
- 露出度の高い結婚式帰りの三十路女はほとんど全員ヤレる！（3）（10月12日、パラダイステレビ）
- お色気P○A会長&悩殺女教師と悪ガキ生徒会 (10月18日、グローリークエスト)
- 一般黒人男性×素人奥様 心優しい巨乳妻が日本を訪れたデカチン黒人観光客と初めてのぬるぬるソープ体験！大きなおっぱいでの密着ソーププレイにたまらずメガ勃起した黒デカち○ぽに触れ恥じらいながらも濡れてしまったご無沙汰オマ○コ！旦那の短小ち○ぽよりもはるかに大き（10月19日、ディープス）
- 働く綺麗なお姉さんにいきなり痴女られちゃった俺 2 (10月25日、アキノリ)
- 妄想アイテム究極進化シリーズ ボディジャック RE:0から始めるオフィス憑依のススメ (11月8日、ROCKET)
- 夫の頼みで抱かれてきます (11月8日、タカラ映像)
- やらせてっ、おばさん!! 2 (11月9日、LEO)
- THE BBA DYNAMITE ORGASM 熟辱Episode-3:女教師激辱イキ嬲り晒しもの処刑 (11月25日、Baby Entertainment)
- 一般男女モニタリングAV 「大好きな先生に筆おろしをしてもらいたい…！」30日間オナ禁生活に耐えた童貞男子生徒の願いを叶えてもらえませんか！？巨乳の女教師が教え子の男子●校生を優しく筆おろし！精子も想いもオマ○コで全て受け止め溜まったザーメンが出尽くすまで抜…（12月7日、ディープス）
- 手コキしている素人娘に何も言わずに突然射精してビックリさせちゃいました！！ 5時間18連発！！（12月7日、OFFICE K’S）
- 催眠洗脳された巨乳妻は嫌がりながらもアナル奴隷になっていた (12月25日、ダスッ!)
- こんな叔母さんをソノ気にさせてどうするの？熟れた裸がエロすぎて覗き見しながらシゴいていたら…それに気づいた叔母さんが勃起チ○ポにじゅわっと発情！お口とオマ○コの凄テクでたまらず中に出したのにもう一度たたせて挿れようとシテくる！！（12月28日、スクープ）

- 彼氏がいない欲求不満の食べ頃完熟BODY!初な女が極太肉棒で痙攣完堕ちイキまくりの汗まみれ中出しSEX! (1月1日、美人魔女/エマニエル)
- 尻若妻の集団突き出しピタパン尻に大興奮！！ ヨガ教室に参加してみたら男はボク1人！？周りを見渡すとヨガのポーズでお尻が強調されたピタパン若妻だらけでとにかくエロ過ぎる！！そんな環境なので…勃起しまくり！勃起していたら当然、バレてしまい醜態をさらすハメに！だけど勃起をこんな想定外の場所で目撃したあw鹿妻たちはムラムラしはじめ、ボクのチ〇ポを積極的にほしがりだして・・・！？誘われるがままバックで挿入すると、汗だくになるほど若妻たちは何度もイキまっくってしまいました！！（1月7日、Hunter）
- 一般男女モニタリングAV 性のお悩み相談室出張特別編！旦那では満足できない絶倫巨乳妻が生まれて初めての逆ナンパ体験！童貞●校生をラブホテルに連れ込み2人っきりで1発10万円の抜かずの連続射精筆おろしに挑戦！ 2 旦那のフニャチンとは違う男子●校生の爆発寸前フル…（1月7日、ディープス）
- ママシ●タ実話 (1月17日、グローリークエスト)
- ボクはもうこれ以上イジメられたら学校に行けない…。だから義理のお母さんを差し出すのでこれ以上ボクをイジメないでください！（1月19日、お夜食カンパニー）
- ピタパン美尻家政婦 媚薬発情連続中出し痴●（1月19日、アパッチ）
- 運転代行NTR（1月25日、人妻花園劇場）
- ネットで見つけた高額治験バイト。薬を飲んで数日部屋で過ごすだけの楽ちん過ぎる内容。と思っていたら、なぜか意味もわからず部屋には女の子と2人きり！？なのに何も会話がなく時間だけが過ぎていく…。すると突然女の子は無言でチ○ポを触ってきて中出しを要求！イってもイってもチ〇ポを触ってきて中出しを要求！実はキツ過ぎた治験バイトの実態とは・・・？（2月7日、お夜食カンパニー）
- 夫婦交換スワップ温泉旅行 5 混浴で裸を見せつけられ発情っ！！欲求不満を爆発させ逆寝取りっ？！友達の旦那だろうがおかまいなしに股がる奥様たちっ！！ (2月8日 LEO)
- 部長の奥さんがエロすぎて… (2月13日、ヴィーナス)
- 自慢のBODYを惜しげもなく晒すスケベ女とのエロエロ温泉デート (2月21日、グローリークエスト)
- 同じマンションに住む高飛車女をハメ倒したらとんでもない色情狂いの主婦でした (3月13日、アクアモール/HERO)
- 朝起きたら布団の中に義姉が！しかも密着抱きつきで勃起が止まらない！寒いのに薄着で乳首がビン立ちしている義姉！しかも、朝起きたらボクの布団に潜り込んできて暖かいからと密着して寝ている！布団の外は寒いから部屋が暖まるまでボクに密着したまま寝て布団から出ないつもりだ！そんな密着したら当然勃起してしまうボク・・・。カチカチに勃起しまっくていたら勃起チ〇ポが義姉の体に突きささってしまい・・・それに気づいた義姉が・・・！（3月19日、Hunter）
- 催眠洗脳された媚肉雌は嫌がりながらも淫乱ビッチになっていた（3月25日、ダスッ!）
- 一般男女モニタリングAV 心優しい巨乳の奥様が初対面のデカチン童貞大学生との‘常に乳首責め筆おろし’に挑戦！敏感な両乳首をいじられ/舐められ/吸い付かれフル勃起する若いち○ぽ！思わず濡れてしまったご無沙汰マ○コがスパイダー騎乗位で抜かずの連続中出しSEX！4…（4月7日、ディープス）
- 熟女エロプロレス (4月11日、ROCKET)
- 後妻の魅惑 息子に取られた嫁 (4月11日、タカラ映像)
- 「初めてのホストクラブで女を忘れた地味おばさんはチャラ男チ○ポでセクハラされても嫌じゃない」VOL.1(4月11日、DADDY)
- ドスケベ母を満足させるイッた直後の敏感オマ○コを再び激突き!速攻!追い討ちピストンSEX (4月13日、ヴィーナス)
- 「女性はカラダのどの部位を舐められると最も感じるのか？」をSOD女子社員同士が真面目に検証した結果 柔らかな舌先で性感を高めあい快感が倍増、2分間で平均10回以上持続的オーガズム！ SOD性科学ラボ レポート10「伊藤綾乃」名義 (5月9日 SODクリエイト)
- S級熟女コンプリートファイル 加藤あやの 6時間 (5月19日、ヴィーナス) ※単体ベスト
- 親子丼拘束 ～繋がれたまま互いにイキ潮を浴びせられる母と娘～（5月9日、ナチュラルハイ）
- 加藤あやの まるごと完全収録986分BEST (5月25日、セレブの友) ※単体ベスト
- ヒップ100cm以上のデカ尻妻限定 出産後の巨尻ママばかりを狙う悪徳骨盤矯正マッサージ（6月1日、変態紳士倶楽部）
- 【VR】歌舞伎町A店全面協力！本物店舗で撮影した超リアルハプニングバー体験 VR（6月7日、ナチュラルハイ）
- おそらくプライベートでもエグい淫語を連発しながらデカ尻を上下に振ってる女の本気SEX (6月19日、エンペラー/妄想族)
- 美しいと評判の人妻エステティシャンが声を押し殺して絶頂するサイレント欲情セックス！！2 「絶対ナイショにできるならしてもいいわよ」まさかのフェラチオOK！「そんなに強く突いたら声が出ちゃうってばぁ～」絶倫チ○ポで何度もイカせて大量中出し！！（6月19日、VENUS）
- レズ生徒のW舐めで乳首奴●に堕とされる女教師（6月20日、ナチュラルハイ）
- 激レア素人ちゃんを連れてきた。vol.01 年収940万の美人社長秘書・あやのさん（31歳）&恋愛に奥手なミスキャンパス・ナオさん（22歳）(6月25日、激レア素人ちゃん/妄想族)
- 兄嫁の性癖 (7月11日、タカラ映像)
- 【NTR】近所の男子○校生たちに何度も何度も中出しされた巨乳の人妻【一体誰の子になる？】(7月19日、DEEP'S)
- 全裸婚活パーティー (7月25日、SODクリエイト)
- ●校生カップルのイカサレ玩具になった女教師 動揺するオマ○コに…追い打ちレズ！追撃チ○ポ！混合責め！（7月25日、ナチュラルハイ）
- 一千一夜物語～弐～ 義父相姦絵巻(7月26日 一千一夜物語)
- マッサージ師のなすがまま、カーテン越しに上から下まで弄られまくりの人妻たち！！2 (8月2日、LEO)
- 一般男女モニタリングAV マジックミラーの向こうには自慢の妻！旦那の寝取られ願望実現企画！記念日の『メモリアルヌード』撮影中の素人奥様に共演男性モデルがフル勃起デカチ○ポ見せつけ！旦那よりもはるかに大きいチ○ポを目の前に恥じらいながらも思わず愛液を垂らし…3（8月7日、ディープス）
- 【VR】夏合宿で学校に泊まってドキドキしてたら、セクシーな女教師と夜の教室で逆3P VR！！（8月12日、変態紳士倶楽部）
- アナタだけに見せつける巨乳美女3人の挑発的レズビアン (8月13日、セレブの友)
- 最愛の夫のため…マネキンになって出荷された妻～麗しのマネキン夫人外伝～ (8月13日、ヴィーナス)
- ママのリアル性教育 (8月15日、グローリークエスト)
- 会員制 人妻玄関ピンサロ ワタシのお口で気持ちよくしてあげる 3 (9月9日、アクアモール/エマニエル)
- 自宅に男を連れ込みSEXする淫乱三姉妹の性生活が淫(みだ)れすぎてる件 (9月13日、セレブの友)
- 学校帰りの無洗少年チ○ポが好きすぎて車に連れ込んでフェラ抜きする変態OL（9月26日、ナチュラルハイ）
- 現代における奇譚な家政婦の物語 (9月27日、キネマ座)
- 加藤あやののデカ尻アナルをひびはたが責める3Pレズビアン (10月13日、セレブの友)
- 定年退職してヒマになったドスケベ義父の嫁いぢり (11月7日、ヴィーナス)
- 路上ナンパ即パコボックスカー デカ尻おばさんと2人っきりの車内でブルマ撮影会 恥じらう奥様の肉厚ブルマ尻にデカチン即ハメ！強引な挿入と寸止め焦らしピストンで忘れていたメスの性欲を思い出した美人妻！激しい杭打ち騎乗位で精子を何度も搾り取る連続中出しSEX 合計14発 (11月7日、DEEP'S)
- ズッ友の美女3人が彼氏とのSEXトークで盛り上がり学生時代の先生を痴女責めで懲らしめた話 (11月13日、セレブの友)
- 上司と部下の妻11 ～隅々まで舐め尽くされてしまった妻の白き肉体～ (11月25日、ながえSTYLE)
- 女医in…（脅迫スイートルーム）（11月29日、ドリームチケット)[7]
- こんな所で大量放尿？！口止めがわりにフェラチオさせたらガマンできずにお漏らしする女（12月12日、アキノリ）
- 第1回ママ友レズバトル（12月12日、ROCKET）
- ママ友カースト（12月25日、ダスッ！）

- 家事代行さん…!! SEXがしたいです… (1月1日、熟女大学/熟女卍)
- マンズリ大好き巨乳淫語ヨガインストラクター 美園和花（1月2日、グローリークエスト）
- 会員制 人妻玄関ピンサロ ワタシのお口で気持ちよくしてあげる 4（1月17日、アクアモール/エマニエル）
- 催●術でご近所の巨乳妻を90日間にわたってオーガズム洗脳 2 乳首イキ/喉奥イラマイキ/脳イキを繰り返しのけぞり絶頂した寝取られ妻は自ら子宮に中出しを求める（1月19日、ディープス）
- 巨乳女子大生ばかりに声をかけオッパイの重さ量らせてくれませんか？vol.2 先に10000g達成したチームが賞金Get！「揉んで揺らして舐めて挟むおっぱい開発でバストアップする」とアドバイスされた女子たちはそれ以上の事も、、、（2月13日、はじめ企画）
- マル秘隠し撮り映像流出！！ 中年おやじが隠し撮りした人妻との秘め事 7 おじさんの口車にのせられ最後までヤラレちゃった！！（2月15日、プリモ）
- 年下の青年に膣圧が高まる恥辱ポーズを強●され突然のデカチン即ハメで即イキした脚抱え妻の子宮に何度も中出し(3月1日、LUNATIC)
- 泥●した夫の帰りを待つ美人妻を自宅訪問ナンパ 眠っている旦那の50cm隣で口説いて寝取ったら淫乱に豹変した一部始終（3月1日、変態紳士倶楽部）
- 社長の息子のHな社会科見学3（4月2日、グローリークエスト）

- 『私みたいなおばさんのお尻触ってどうするの？』『そんなに触ったら私…、本気になっちゃうよ？』父の再婚でできた義理の母は、まだまだ若くて…(6月19日 ゴールデンタイム)
- 『まだまだ寝かせないからね！』酔ってエロくなった二人の巨乳女上司にダブル巨乳サンド＆ダブル杭打ちピストンされて朝までSEXやりまくり！！（7月1日、Hunter）
- 一家惨姦 ～24時間の悲劇～（7月7日、Hunter）

- 父に調教されていた娘たち…ある日、母と姉妹は1本のチ●コを求める(7月10日 KMプロデュース)
- 親戚のおばさんに筆おろしされた僕。リターンズ 10 (7月10日、LEO)
- 父に調教されていた娘たち…ある日、母と姉妹は1本のチ●コを求める（7月10日、ヒメゴト）
- 突然押しかけてきた嫁の姉さんに抜かれっぱなしの1泊2日 加藤あやの（8月1日、VENUS）
- 様々なシチュエーションで痴女たちが男を上から目線で陵●する騎乗位！パンストを見せつけ破れた穴からパンティずらして強●挿入！3（8月6日、グローリークエスト）
- 催淫洗脳された媚肉女たちは更に淫乱ビッチになっていた その後…（8月13日、ダスッ！）
- 完熟 Fetish Body SEXがご無沙汰なナイスボディの奥さんが自宅でストレス発散エクササイズ 暴れまくりの熟れ頃ヴァギナッ！ 加藤あやの（8月25日、AVS collector’s）
- THEドキュメント 本能丸出しでする絶頂SEX 乳首ビンビン敏感BODY連続絶頂SEXレス美人妻 加藤あやの（9月1日、美人魔女/エマニエル）
- 「立派なオチ○ポしてるわね」友達の母親は性欲モンスター！童貞を奪われた僕 加藤あやの（9月13日、VENUS）
- 監禁！拷問！調教！絶叫！絶頂！ 強●絶頂絶叫拷問調教 エリート麻薬捜査官 涙の快楽波状悶絶地獄 淫狂する鍛え抜かれた肉体 加藤あやの（9月25日、AVS collector’s）
- ザ・和姦 犯●れた男に狂う妻6 加藤あやの（9月25日、ながえスタイル）
- まともなのは僕ひとり！？朝、目を覚ますと、性の価値観がぶっ飛んだ世界だった件。（9月25日、ダスッ！）
- ―セックスが溶け込んでいる美容サロン―「常に性交」エステティシャン（10月8日、SODクリエイト）
- 父が出かけて2秒でセックスする母と息子 加藤あやの（11月7日、VENUS）
- 僕の童貞を卒業させてくれた人妻（11月25日、ながえスタイル）

- 出張先で上司の美乳女子アナと相部屋 絶倫のデカチン部下とひたすらSEXしてメス堕ちした一部始終（1月1日、変態紳士倶楽部）
- 息子が中出ししたらお掃除フェラして強●勃起させ再び挿入金玉カラッポになるまで終わらない近親エンドレス相姦 加藤あやの（1月13日、VENUS）
- 母子姦 加藤あやの（2月4日、グローリークエスト）
- 厳選エロ過ぎる若妻＆義母＆お母さんSP 豪華20名収録！8時間 (2月7日 ゴールデンタイム)
- ソープで働くことになった母ちゃんの練習台になった息子 加藤あやの（2月19日、VENUS）
- 「制服・下着・全裸」でおもてなし またがりオマ○コ航空13 ガニ股騎乗位便 黒パンストver (2月21日 SODクリエイト)
- 倦怠期中の人妻の唾液・愛液・精液が絡み合い溢れ出るおま○こトロトロ中出し性交（2月25日、本中）
- 加藤あやのの本気の濃厚SEX完全撮り下ろし4本番！ （2月26日、セレブの友）
- ヤリたい盛りの年下君を生脱ぎパンティで優しく包んで搾り取った主婦 加藤あやの（3月7日、JET映像）
- 「私、お義父さんの女になりたいです…。」不謹慎なことを想像していたら本当の現実になってしまった未亡人の恋 加藤あやの（3月15日、ピーターズMAX）
- 極上美人出張ストリップデリヘル（3月20日、STAR PARADISE）
- 禁断介護 加藤あやの（4月15日、グローリークエスト）
- 美大生がデッサン中にセンズリ鑑賞！（4月20日、STAR PARADISE）
- 夫より童貞チ○ポが好きな義母に息子が土下座して筆おろしをお願いしてみた 加藤あやの（4月20日、STAR PARADISE）
- 童顔人妻！福井のビジネスホテルで出会った美人マッサージ師・城石さんのおま●こが忘れられないので再び泊まって呼んでみたら中●しできちゃった（5月14日、パラダイステレビ）
- ヤンキー痴姦電車～悪で有名な不良校生たちの専用車両に乗り合わせてしまった人妻～ 加藤あやの（6月7日、VENUS）
- 息子の友達のマセガキ共に性処理させられザーメンまみれの母親 加藤あやの（6月10日、ヒビノ）
- マゾ人妻調教倶楽部 加藤あやの（6月13日、バルタン）
- 「ここはそういうトコロじゃありませんので…」 人間ドック特別室で看護師にイタズラしたら…2（6月20日、STAR PARADISE）
- 新・償い4 ～それでも妻は身を捧げることをやめません～ 加藤あやの（6月25日、ながえスタイル）
- リピート率NO.1！寝取り率NO.1！ 巨乳デリヘルがいるレズ風俗にハマってしまった人妻 田中ねね 加藤あやの（7月7日、ヒビアン）
- この世は男と女だけ 舐め好きオヤジと欲求不満な嫁 加藤あやの（8月12日、タカラ映像）
- おしっこ114連発 98人（9月2日、グローリークエスト）
- 隣で旦那が寝てるのに、カーテン越しに寝取られるヌルテカボインっ！！猥褻オイルマッサージで硬チンほしがる完墜ちミセス達の我慢アクメ！！(9月10日 LEO)
- 僕のことが大好きなママと、クラスで一番美人な友達のママで行った二泊三日の混浴温泉旅行 森沢かな/加藤あやの（9月16日、グローリークエスト）
- 巨乳を揺らして、デカ尻を打ち付けながら、激しく腰を振る発情女たち13人のディルドオナニー！～極太ディルドが発情女たちの穴へと消えてゆく！ （9月29日、セレブの友）
- 寝取られ美人爆乳若妻16人 ソリ返る他人チ●ポでイキまくるアバズレ奥様8時間2枚組（10月14日、タカラ映像）
- 浮気がバレた絶倫ヤリチン夫を説教しにきた嫁の親友 加藤あやの（11月9日、VENUS）
- 一生一度の筆下ろしは美人な母親の友人と濃密中出しセックスで 加藤あやの（11月25日、センタービレッジ）
- 「私、息子の言いなりです…」 連れ子の性処理道具にされた義母 熟女全中出し 加藤あやの 織田真子（11月27日、ビッグモーカル）

- 【超部屋結界】ハーレムSPECIAL 〜ようこそ僕だけの淫乱病院へ イヒ!〜 美人ナースやインテリ女医を下品な淫乱女へと洗脳支配する（3月10日、SODクリエイト）[8]
- 母子交尾 【磐城石川路】 加藤あやの（4月19日、ルビー）
- ドマゾ女のメス犬調教（4月26日、SEX Agent）
- 演技派ナンバーワン熟女 加藤あやの ベスト（4月26日、ながえSTYLE）
- 寝ている義母のお尻を嫁のお尻と間違えて、義母とは知らずに即挿入。 加藤あやの（5月17日、VENUS）
- 人間ドック特別室で看護師に性の悩みを相談するフリして性処理交渉！（5月20日、STAR PARADISE）
- あん時のセフレは…友人の母親 加藤あやの（5月25日、タカラ映像）
- 「こんなところでゴメンなさい…。でも、もう我慢出来なかったの…」トイレが故障で使えず膀胱限界の放尿婦人 36人（6月21日、アクアモール）
- 膣中出し2連発 この快感をやらずに死ねるか！ 加藤あやの（6月21日、ルビー）
- 妻みぐい不倫旅行 あやの（仮名） 加藤あやの（6月27日、MERCURY（マーキュリー））
- パートから帰ってきた母親のツンと鼻をつく汗の匂いで理性を失った息子 加藤あやの（6月28日、VENUS）
- 大きなおっぱいとお風呂でエッチ（7月5日、グローリークエスト）
- 近ごろ豊満な熟女体型を気にしはじめた嫁の母が恥じらう姿に僕は勃起してしまった 加藤あやの（8月9日、VENUS）
- 僕に媚薬を●ませて女神のようなスタイルで痴女るお母さん 加藤あやの（10月18日、ルビー）
- 美乳と膣内を粘着マッサージでまさぐられ失禁するほどイカされる人妻性感中出しサロン 夫のために綺麗になりたかっただけなのに―。 加藤あやの（10月18日、VENUS）
- 近所の美熟女を絶倫チ○ポでメス堕ちさせてヤリまくった盗撮動画！14発！（11月15日、ロータス）
- オッサンの薄汚れた肛門を舐めさせられる屈辱（11月22日、ILLEGAL）
- 深夜になっても帰らない親父を健気に待つ義母に欲情 朝まで何度も中出しする略奪相姦 加藤あやの（11月22日、VENUS）

- 媚薬を飲んで感度100倍 母と息子が狂ったように求めあう濃厚中出しセックス 加藤あやの（1月3日、VENUS）
- 入院生活が長過ぎておばさん看護師の透けパン尻でも余裕で勃起してしまう僕 5（1月19日、LEO）
- 濡れた女肌が艶っぽい 湯けむり中出し露天風呂（1月27日、MERCURY）
- 転勤先で性欲を持て余した30代田舎妻を強引なNTRキスでマ○コを蕩けさせて1日3人喰いまくる（2月9日、ナチュラルハイ）
- 美人女教師の彼女はクラスの担任で部活の顧問でボクの恋人～年上彼女と朝から晩まで禁断情熱中出しSEX～ 加藤あやの（3月14日、VENUS）
- 嫁の母に土下座して性処理をお願いしたら…（3月20日、ネクスト）
- 美大生がデッサン中にモデルがフル勃起センズリ鑑賞（3月20日、ネクスト）
- 息子は煩悩まみれの肉食獣―。首絞め・イラマ・固定バイブで完全メス堕ちする母親 加藤あやの（4月4日、VENUS）
- Extreme（過激な）オナニスト！31 加藤あやの ～9オナニー174分（4月25日、セレブの友）
- 彼女に内緒で彼女の母ともヤってます… 加藤あやの（5月9日、JET映像）
- S級熟女コンプリートファイル 加藤あやの 6時間 其之四（5月16日、VENUS）
- 体の相性が最高すぎる夫の連れ子と都合の良い女の三日三晩あやまちセックス 加藤あやの（6月6日、VENUS）
- 忍者コンカフェ開店へ猛訓練 乳首は感じるでござる トライアングルレズビアン（7月19日、ルビー）
- ブーツの美魔女とナマ交尾 即ズボチ○ポの快感に美貌が蕩ける… あやのさん37歳（9月19日、有閑ミセス/エマニエル）
- 蕩けるような接吻をされながら美人妻に手コキでヌカれたい Vol.2（9月19日、有閑ミセス/エマニエル）
- 【VR】回春 献身性愛介護 加藤あやの（9月28日、アイシス）
- イッてもイッても止まらない快楽地獄SEX！2 加藤あやの ～マ●コに空き時間を与えない激しすぎるSEXが無限に続く120分！(12月12日、セレブの友)
- 美人と評判の仲居さんがいる旅館に行って仲居さんを強引に口説いてハメ倒した盗撮映像16（1月21日、ルビー）

- 美人の先生がいる皮膚科に行って腫れたチンコを診てもらう流れでヌイてもらいたい（15）（1月1日、パラダイステレビ）
- 呼び出されるのは、いつも決まって昼休み。なのに…射精は9時間後。しかもそれから直後責め。そして結局、連射セックス 加藤あやの（2月2日、ワープエンタテインメント）
- シンママの肉体謝罪 不良息子の責任で同級生の父親に脅され屈辱種付け！ 加藤あやの（2月20日、アクアモール）
- ワイセツ産婦人科 不妊治療に訪れた人妻を治療と称してやりたい放題弄ぶ個人診療所の変態医師 VOL.4 美人妻編（2月20日、有閑ミセス/エマニエル）
- 嫁の母と禁断性交 其の四拾伍 妻よりもお義母さんの方がいいよ… 加藤あやの（2月27日、グローバルメディアエンタテインメント）
- 事務員の妻に入院患者からのクレーム対応を任せていたら理不尽な要求で何度もナースコールされ謝罪させられ脱がされ巨根でパコられて…僕が気付いた時には身も心も寝盗られてしまっていた的な話です…… 加藤あやの（3月12日、JET映像）
- 一流のおば様ナンパ セレブ美熟女中出しJAPAN39（4月12日、ホットエンターテイメント）
- 嵐の夜、会社に閉じ込められた女上司と二人きり 加藤あやの（5月28日、グローバルメディアエンタテインメント）
- 洗練された、美貌、エロス―。 Madonna電撃専属 加藤あやの 長い手足を絡める濃密ベロキス中出し3本番（8月27日、マドンナ）
- 妻の妊娠中、オナニーすらも禁じられた僕は上京してきた義母・あやのさんに何度も種付けSEXをしてしまった…。 加藤あやの（9月24日、マドンナ）
- 人妻秘書、汗と接吻に満ちた社長室中出し性交 成熟した色気、洗練されたエロス、極まる秘書登場。 加藤あやの（10月22日、マドンナ）
- 汗ほとばしる人妻の圧倒的な腰振りで、僕は一度も腰を動かさずに中出ししてしまった。 加藤あやの（11月26日、マドンナ）
- 寝取られ願望のある私は愛する妻をデリヘルで働かせてみた―。 加藤あやの（12月24日、マドンナ）

- 学級委員の僕だけが知る生徒指導・あやの先生の裏の顔。放課後、学校イチ生真面目な女教師と校内露出に明け暮れていますー。 加藤あやの（1月28日、マドンナ）
- 四六時中、娘婿のデカチ○ポが欲しくて堪らない義母の誘い 加藤あやの（2月25日、マドンナ）
- 息子の友人ともう5年間、セフレ関係を続けていますー。 年下の子と不埒な火遊び…中出し情事に溺れる私。 加藤あやの（3月25日、マドンナ）
- 妻には口が裂けても言えません、義母さんを孕ませてしまったなんて…。-1泊2日の温泉旅行で、我を忘れて中出ししまくった僕。- 加藤あやの（4月22日、マドンナ）
- 卒業式の後に…大人になった君へ義母からの贈り物―。 加藤あやの（5月27日、マドンナ）
- 《専属》超イイオンナの美貌とエロス『晒し』ー！！ 私の言いなり変態妻を寝取って下さい。 加藤あやの（6月24日、マドンナ）
- 女上司、歪んだ刺激と躾に溺れる、SM不倫性交。 昼休みはダメな部下に躾けられて…。 専属美女の『苦しみ』という快楽を解放―。 加藤あやの（7月22日、マドンナ）
- 唾液で溺れさせる甘く危険な接吻痴女Sex 『キミの身体を、私の生唾で満たしてアゲル…。』 加藤あやの（8月26日、マドンナ）

### アダルト配信
- ジョギングミセス ～美乳ランナー～（10月2日 パコパコママ）
- 夫の目の前で妻が　～夫の部下は元恋人～（11月19日 カリビアンコム）

- ３連発！欲望のコスプレオナニーショー～美人な姉の密かな趣味をたっぷり覗き見ました～ (6月28日HEYZO）
- 餌食珍道中 餌食牝 906（9月30日 東京熱）
- 今夜、私の妻を寝取ってください(11月16日HEYZO）

- 素人奥様初撮りドキュメント 15 山城みずほ(4月12日 パコパコママ）
- 元気娘のプリプリマンコ 八雲友子 26歳 1(6月24日 エッチな4610)
- 笑顔でマンコご開帳！八雲友子 26歳 2(6月28日 エッチな4610)
- CATCHEYE Vol.102 素人奥様初撮りドキュメント：永島友紀恵、山城みずほ（10月7日 CATCHEYE）

- 人妻風俗で働きます(彩乃名義)(5月6日 人妻パラダイス)

- 止まらない愛液(彩乃名義)(2月8日 人妻パラダイス)
- ラグジュTV 280 加藤あやの 34歳 医薬品開発 (5月2日 MGS動画)
- 女性向け風俗はじめました 指名優生 (6月30日 GIRL’S CH)
- ラグジュTV 423 加藤あやの 34歳 医薬品開発(9月22日 MGS動画)

- マジ軟派、初撮。 756 in 五反田 チームN あやの 32歳 看護師(2月3日 MGS動画)
- 結婚式を3ヶ月後に控える看護師25歳あやのちゃん参上！応募理由は「結婚前に憧れのAVに出演すること♪」Fカップのナイスボディーを見せ付けに来た変態花嫁！男のケツの穴まで舐めたりしてハメ外しにも程があるんじゃないですかね？「え？ハメに来たんですけど？」あやの 25歳 看護師(3月15日 MGS動画)
- 神咲詩織の女の金と魂をしゃぶり尽くす犬ども(7月5日 ネクスタシーEX)
- 巨乳熟女ハーレム 加藤あやの 児玉るみ【VR作品】(8月25日 ダスッ！)
- 新・夜王誕生 女の金と魂をしゃぶり尽くす犬ども(10月4日 竹書房)
- 専業主婦一筋えりこ奥様がカミングアウト！「お恥ずかしいんですけど…なんか、ちょっとモノ扱いをされてみたい」なんと昔の彼氏がSっ気のある殿方でその思い出が忘れられずに夜な夜なオナニーでお慰めしている変態さんに中出し！(10月8日 MGS動画)
- 介護の時間 加藤あやの【VR作品】(11月24日  CASANOVA)
- 彼女の浮気を目撃しながら彼女の妹と濃密セックス【VR作品】(12月5日 ダスッ！)
- 働く女達の性事情～女教師2人のフェラチオ看護～【VR作品】(12月8日CASANOVA)
- 旦那に電話させながら寝取りセックス 加藤あやの【VR作品】(12月12日 ダスッ！)
- 嫁のママ友達とうっかり3Pセックス 加藤あやの 水元恵梨香【VR作品】(12月22日 CASANOVA)

- むっちり巨乳嫁を阿修羅責め 加藤あやの【VR作品】(2月23日 CASANOVA)
- ハイレグブルマ姿でバレーの自主練する熱心な若妻に生チ●ポを挿入 加藤あやの(7月15日 ハイライト)
- ハイクオリティー 3D VR 桜空もも 独占本指名！噂の本番できちゃうおっパブ店 長尺140分スペシャルコース バスト90cmのGカップおっパブ嬢と超至近距離で裏オプ（本番)【VR作品】(8月1日 アイデアポケット)
- あやのさん 33歳(8月9日 MGS動画)
- 巨乳熟女ハーレム 加藤あやの 児玉るみ【VR作品】(8月30日 ダスッ！)
- 彼氏が寝てる隙に超可愛い彼女を襲って中出し 加藤あやの(9月14日 ハイライト)
- ASMR 2 加藤あやの(12月14日 ASMR JAPAN)
- ち○ぽ君の大冒険【VR作品】(12月20日 こあらVR)
- 真下からの神アングル痴漢VR【VR作品】(12月21日 ROOKIE)

- HQ超画質革命！ クレーム処理にきた美人OLを土下座謝罪させてアレコレ命令しまくって生ハメ中出ししたモンスタークレーマーVR 加藤あやの【VR作品】(1月11日 こあらVR)
- HQ超画質革命！ 究極NTR！夫の寝てる横で寝取り孕ませ中出しSEX！【VR作品】(1月25日 こあらVR)

- 誰でも不倫交尾OKしおりさん 他人チ●ポ依存症人妻がエビ反り絶頂 膣奥と顔面に精液マーキングする2連発(12月16日 ハメドリネットワークSE)
- 敏感な肉体でスケベすぎる連続絶頂美人妻 加藤あやの Part.1 (12月22日 ズボズバ)
- 敏感な肉体でスケベすぎる連続絶頂美人妻 加藤あやの Part.2 (12月22日 ズボズバ)

- 回春 献身性愛介護 加藤あやの(9月28日 アイシス)

- 超高画質8K VR 「私だけじゃなくママにも手を出してたんだ」（笑） 教え子の母娘にそれぞれコッソリ手を出してたインストラクターの僕 怒るどころか共有肉バイブとして 2人が満足するまで搾り尽くされた母娘逆3P(2月21日 マドンナ)
- 配信限定 マドンナ専属女優の『リアル』解禁。 MADOOOON！！！！ 加藤あやの ハメ撮り(9月2日 マドンナ)
- 【スマホ推奨】 タテ動画 サクっとヌキたい人専門。 ※こちらは≪MADOOOON！！！！ 加藤あやの ハメ撮り≫の本編中にスマホで撮影した映像です―。(9月2日 マドンナ)

### イメージDVD
- Ayano Mature pheromones・加藤あやの（2024年5月2日、REbecca）
- 日陰をあるく/加藤あやの（2024年9月25日、アースダイバー）
- Ayano2 逃避行～巡り会う二人・加藤あやの（2025年1月9日、REbecca）

### 写真集
- 加藤あやの写真集『日陰をあるく』（2024年9月24日、ジーウォーク）

### デジタル写真集
- 加藤あやの ～綺麗なお姉さんはお好きですか～ (2021年12月13日、ミドルエッチ出版)
- 加藤あやの ～童貞を癒すセーターを着てみました～ (2022年1月13日、ミドルエッチ出版)
- 加藤あやの ～綺麗なオフィスレディのお姉さんを脱がしてみました～ (2022年2月25日、ミドルエッチ出版)
- 加藤あやの ～綺麗なお姉さんの水着を脱がしてみました～ (2022年3月31日、ミドルエッチ出版)
- 加藤あやの ～綺麗なお姉さんが全部見せます～ (2022年12月17日、ミドルエッチ出版)
- 加藤あやの ～メンズエステに行ったら綺麗なお姉さんに遭遇した～ (2023年1月11日、ミドルエッチ出版)
- 加藤あやの ～男性寮に勤めている美人寮母さん～ (2023年2月2日、ミドルエッチ出版)
- 加藤あやの ～浴衣で撮影　思わず脱いじゃいました～ (2023年2月28日、ミドルエッチ出版)
- 加藤あやの ～Specialコレクション～ (2023年10月30日、ミドルエッチ出版)
- Sweet Beauty Collection ～加藤あやの～ Kindle版（2023年12月6日、Amazon Kindle独占配信作品）
- Sweet Beauty Collection ～加藤あやの～ Part.2 Kindle版（2024年2月14日、Amazon Kindle独占配信作品）
- 加藤あやの ～超ハイレベル熟女ソープ嬢～（2024年5月27日、ミドルエッチ出版）
- 加藤あやの 溺れる肉体 vol.1 FRYDAYデジタル写真集（2024年7月12日、講談社）
- 加藤あやの 溺れる肉体 vol.2 オール未公開100カット超完全版 FRYDAYデジタル写真集（2024年7月12日、講談社）
- れいむ 加藤あやの vol.01（2024年10月11日、ジーウォーク）
- れいむ 加藤あやの vol.02（2024年10月11日、ジーウォーク）
- れいむ 加藤あやの vol.03（2024年10月11日、ジーウォーク）
- れいむ 加藤あやの vol.04（2024年10月11日、ジーウォーク）
- 加藤あやの うずく。 vol.1 FRIDAYデジタル写真集（2024年10月18日、講談社）
- 加藤あやの うずく。 vol.2 FRIDAYデジタル写真集（2024年10月18日、講談社）
- 加藤あやの うずく。 vol.3 オール未公開100カット超完全版 FRIDAYデジタル写真集（2024年10月18日、講談社）
- 加藤あやの 〜綺麗なドレスが似合うお姉さんを脱がしてみました〜 （2025年3月28日、ミドルエッチ出版）
- Directed by 加藤あやの ~Vol.1~（2025年4月10日、C-collection）
- Directed by 加藤あやの ~Vol.2~（2025年4月10日、C-collection）
- Directed by 加藤あやの ~Vol.3~（2025年4月10日、C-collection）

## 出演

### ウェブテレビ
- 柴田地球防衛隊〜地球を守るのは僕らだ〜（2016年 - 2017年、AbemaTV） - 防衛隊専属エステティシャン 役
- 私とデートしませんか？#4（2020年10月16日、らぽふぁん JAV/YouTube[9]）‐ 加藤あやの 役

### テレビ
- ダラケ! 〜お金を払ってでも見たいクイズ〜（2018年12月6日、20日、BSスカパー!）
- 奥様に触れたくて・・（2022年4月23日、刺激ストロングチャンネル）‐ 綾子 役[10]
- 牙狼〈GARO〉ハガネを継ぐ者 第4話・第5話（2024年2月1日・8日、TOKYO MX・BS日テレ）

### 舞台
- 無慈悲な光（2019年7月4日 - 7日、東京・下北沢Geki地下Liberty） - 実験用マウスM01 役[11]
- くつ屋さんのおはなし（2020年2月5日 - 9日、東京・テアトルBONBON） - 斎藤久美子 役 [12]
- 染色体パレード　鏡映パンデミック（2020年8月、東京・下北沢Geki地下Liberty）
- 朗読劇　記憶観覧車 （2021年4月14日 - 4月21日、東京・πTOKYO） - 小山知佳 役
- EROFISH～first～（2021年9月3日 - 10月1日、東京・πTOKYO） - ルブラ 役
- EROFISH〜second〜（2021年10月15日 ‐ 11月12日、東京・πTokyo） - ベール 役
- 安達健太郎と役者が漫才とトークするLIVE（2021年11月28日、東京・池袋西口GEKIBA）
- CONTE STAGE　商店街の猿（2022年2月25日 - 2月27日、東京・池袋西口GEKIBA）
- EROFISH〜fourth〜（2022年5月13日 - 5月27日、東京・πTOKYO） - アベニー 役[13]
- 春揺らぐ、勿忘草（2022年5月3日 - 5月8日、東京・πTOKYO）太陽編 - 曽根川アケミ 役、月編  - 萬田原志摩子 役
- ソウサイノチチル（2022年8月30日 - 9月4日、東京・πTOKYO） - 菊地多恵 役
- 二人芝居　ふたりよがり　こんな時に、こんなときだから（2022年9月23日 - 9月25日、東京・池袋西口GEKIBA） - 斉藤佳奈 役
- 安達健太郎と役者が漫才とトークするLIVE（2022年10月10日、東京・池袋東口ゲキバ）
- ソウサイノチチル（2023年3月16日 - 3月26日、東京・πTOKYO） - 水樹小百合 役
- 私のけもの（2023年4月22日 - 5月14日、東京・下北沢 小劇場 楽園） - 男の嫁、私の母 役
- 無慈悲な光（2023年6月13日 - 18日、東京・高田馬場ラビネスト） - 科学者 役
- シロツメクサ（2023年7月14日 - 17日、東京・ステージカフェ下北沢亭） - 相原かずえ 役
- カナリアイロニカル（2023年8月17日 - 20日、東京・赤坂RED/THEATER） - 黒須ミサ 役
- 朗読劇　記憶観覧車（2023年9月28日 - 10月1日、東京・πTOKYO） - 小山知佳 役
- もみじかつちる 紅葉チーム（2023年12月20日 - 12月24日、東京・シアター風姿花伝） - リリー 役
- メメントマリ（2024年3月27日 - 3月31日、東京・テアトルBONBON） - 探偵 役
- mucho produce Vol.0 〜春の朗読祭〜『お団子よりもお花を愛でて』（2024年4月26日 - 4/29日、東京・ 新宿眼科画廊）A「晴れの日に咲く・空の亡霊」 - 女、語り部 役、「或る愛のかたち」 - 直子、ゆかり 役、B「嘘と花火」 - 彼女 役、「やがて僕らは東へ沈む」 - 御子柴先生 役
- 青い！大劇場 結婚式（2024年6月6日 - 6月16日、東京・「劇」小劇場 + 小劇場 楽園）- 丹下真寿美 役
- センチメンタルメタモルフォーゼ（2024年11月27日 - 12月1日、東京・小劇場 楽園）- さっこ大人 役
- 悲しみに戯けたピエロ-マボロシの作詞家-（2025年2月5日 - 2月9日、東京・シアターグリーン BIG TREE THEATER）- 宮川和恵(哲夫の嫁) 役
- 朗読実験室『詠む人たちと聴く人たち』（2025年2月21日 - 2月24日、東京・BISTRO NOCHE）
- 理想の煙火 菊チーム（2025年9月9日 - 9月14日、東京・下北沢駅前劇場）
- STAR STATE-MEmeNT (スターステイトメメント）（2025年11月12日 - 11月16日、東京・シアターグリーン BIG TREE THEATER）

### 映画
- 湯けむりおっぱい注意報（2017年9月8日、オーピー映画）‐ 山田真里 役[14]
- ばるぼら（2020年11月20日、イオンエンターテイメント）
- 無慈悲な光（2021年、監督：カジ） - 実験用マウスM01 役[15]
- 隠密濡物帳 熟れごろ嫁さがし（2023年1月20日、オーピー映画）[16]

### オリジナルビデオ
- 就活デスゲーム（2020年5月2日、竹書房）‐ 伊藤真子 役[17]